# Mikko Koivu

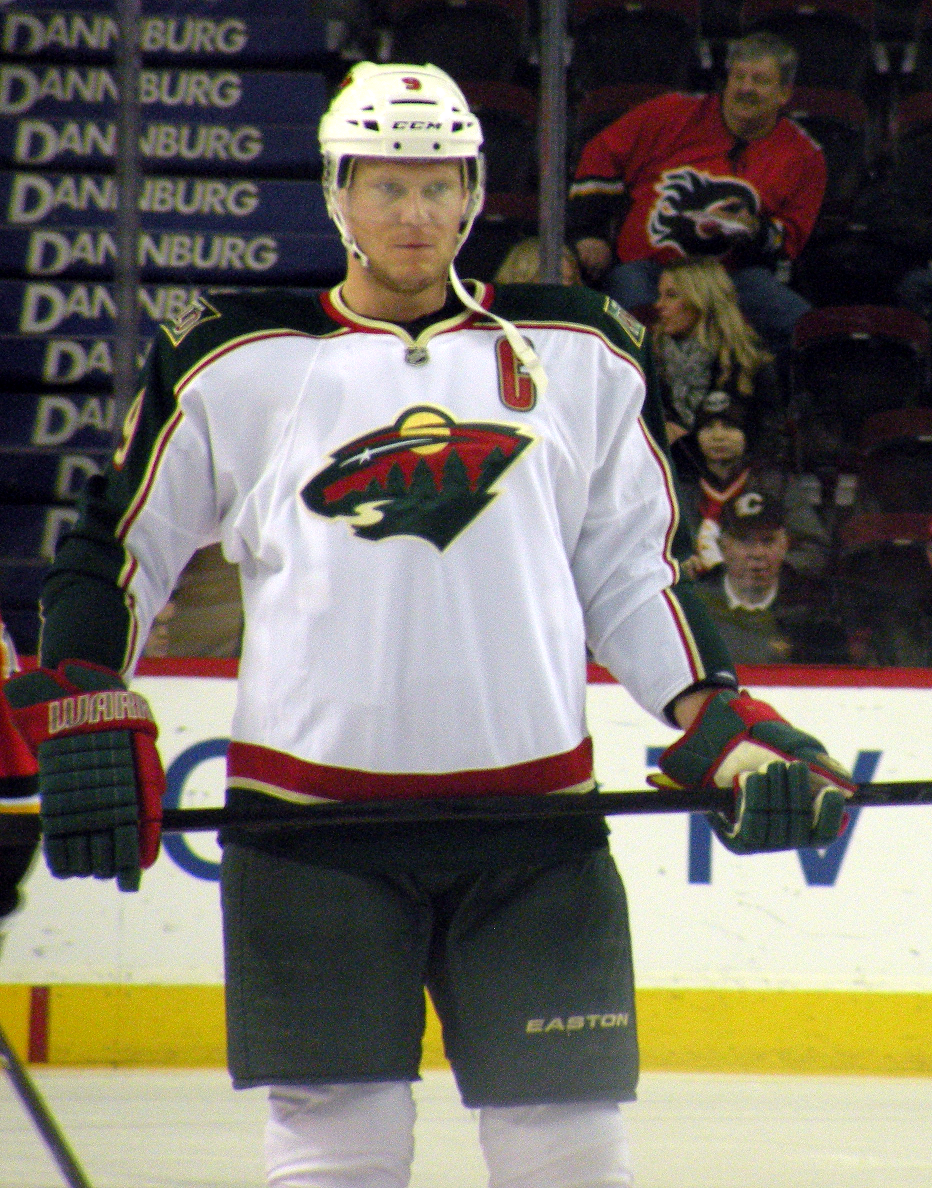
Mikko Koivu

Mikko Sakari Koivu (Turku, 12 maart 1983) is een Finse ijshockeyspeler die speelt bij Minnesota Wild en de Finse ijshockeyploeg.
Koivu maakte zijn debuut op het hoogste niveau in de NHL op 5 november 2005 in het duel met de San Jose Sharks. Koivu was gedraft door de Minnesota Wild, als zesde speler overall. Als speler maakte hij zijn profdebuut bij de Finse TPS-ploeg in 2000. Hij is het jongere broertje van Saku Koivu, die ook ijshockeyer is.
Koivu won met het Finse ijshockeyteam olympisch zilver in 2006 en wereldkampioenschappen in 2011. Hij draagt het rugnummer 9 en speelt als center.

## Statistieken
| Seizoen   | Club           | Land | Competitie | Wed. | G  | A  |
| --------- | -------------- | ---- | ---------- | ---- | -- | -- |
| 2000/2001 | TPS            | FIN  | SM-Liiga   | 21   | 0  | 1  |
| 2001/2002 | TPS            | FIN  | SM-Liiga   | 48   | 4  | 3  |
| 2002/2003 | TPS            | FIN  | SM-Liiga   | 37   | 7  | 13 |
| 2003/2004 | TPS            | FIN  | SM-Liiga   | 45   | 6  | 24 |
| 2004/2005 | Houston Aeros  | USA  | AHL        | 67   | 20 | 28 |
| 2005/2006 | Minnesota Wild | USA  | NHL        | 64   | 6  | 15 |
| 2006/2007 | Minnesota Wild | USA  | NHL        | 82   | 20 | 34 |
| 2007/2008 | Minnesota Wild | USA  | NHL        | 57   | 11 | 31 |
| 2008/2009 | Minnesota Wild | USA  | NHL        | 79   | 20 | 47 |
| 2009/2010 | Minnesota Wild | USA  | NHL        | 80   | 22 | 49 |
| 2010/2011 | Minnesota Wild | USA  | NHL        | 71   | 17 | 45 |
| 2011/2012 | Minnesota Wild | USA  | NHL        | 55   | 12 | 32 |
| 2012/2013 | Minnesota Wild | USA  | NHL        | 48   | 11 | 26 |
| 2013/2014 | Minnesota Wild | USA  | NHL        | 65   | 11 | 43 |
| 2014/2015 | Minnesota Wild | USA  | NHL        | 80   | 14 | 34 |